# Ermesinde
Ermesinde é uma cidade portuguesa sede da freguesia homónima do município de Valongo estando integrada na sub-região da Área Metropolitana do Porto, pertencendo à região do Norte e ao Distrito do Porto. Tem uma área de 7,65 km² e 39.076 habitantes (censo de 2021), tendo, por isso, uma densidade populacional de 5 108 hab./km².
A freguesia é limitada a norte pela freguesia de Folgosa, do município da Maia, a este com Alfena, a sudeste com Valongo, ambas do mesmo município, a sul com Baguim do Monte, a sudoeste com Rio Tinto, ambas do município de Gondomar, a oeste com Águas Santas e a noroeste com São Pedro Fins, ambas do município da Maia.
A freguesia de São Lourenço de Asmes foi resultado da desanexação da parte sul da freguesia de Alfena tendo a sua sede sido elevada a vila em 1938. No primeiro quartel do século XX era tida como promissora estância de repouso, tal o sossego e enquadramento rural que oferecia. Em 1990, Ermesinde foi elevada a cidade.
De ressalvar a Estação de Ermesinde, ponto focal do Entre Douro e Minho que serve muitos dos habitantes da região na Linha do Douro, Linha do Minho e Linha de Leixões.

## Etimologia
Etimologicamente o topónimo Ermezinde é de origem germânica e significa "caminho íngreme". Mas há ainda outra explicação para este nome. Pelo século IX, no ano de 890, aparece uma D. Ermezenda, filha de D. Gundezindo, donatário desta região e que fez ao demolido convento dos beneditinos de Rio Tinto, importantes doações. D. Ermezenda, pertencia ao convento das monjas de Rio Tinto e seria senhora das terras onde se encontra o lugar de Ermesinde, integrada em Alfena, a dois quilómetros do lugar onde existiu o convento. O nome do lugar seria então Terras de D. Ermezenda, e começaria a povoar-se com os casais dessa senhora.
As poucas referências que existem, sobre o seu passado remoto, dizem-nos que, a antiga freguesia de S. Lourenço de Asmes, passou a ser oficialmente designada Ermesinde a partir da implantação da República (1910). Sabe-se que em 1911 a Junta da Paróquia de S. Lourenço de Asmes, como era então conhecida, presidida por Amadeu Vilar, requereu ao Governo Provisório que o nome oficial da povoação fosse Ermezinde.

## História
D. Rodrigo da Cunha, no catálogo dos Bispos do Porto, editado em 1625, referindo-se às igrejas e Ermidas da Diocese diz: " S. Lourenço de Asmes, capela de S. Silvestre, 145 habitantes". O orago São Lourenço é de origem remota, aparecendo Asmes por alterações toponímicas de carácter linguístico, de Azomes (1258), Azenes (1519) e Açomes (1706). De facto no Foral que D. Manuel I concedeu à Maia em 19 de Maio de 1519, referindo-se às freguesias do concelho aparece pela primeira vez o nome Azenes. Segundo um documento do Século XI, o convento de Águas Santas possuía 17 casais em S. Lourenço de Azomes, integrado em Alfena e vila Gonçalo (Formiga). Nesta data já existiria não só o lugar de Azomes, mas também o de Ermezenda.

Nas inquirições de 1258 mandadas fazer por D. Afonso III, há uma referência a " um indivíduo de Ermezenda que prestou esclarecimentos sobre baldios nas terras da Maia, para organizar os reguengos da Coroa nesta região".

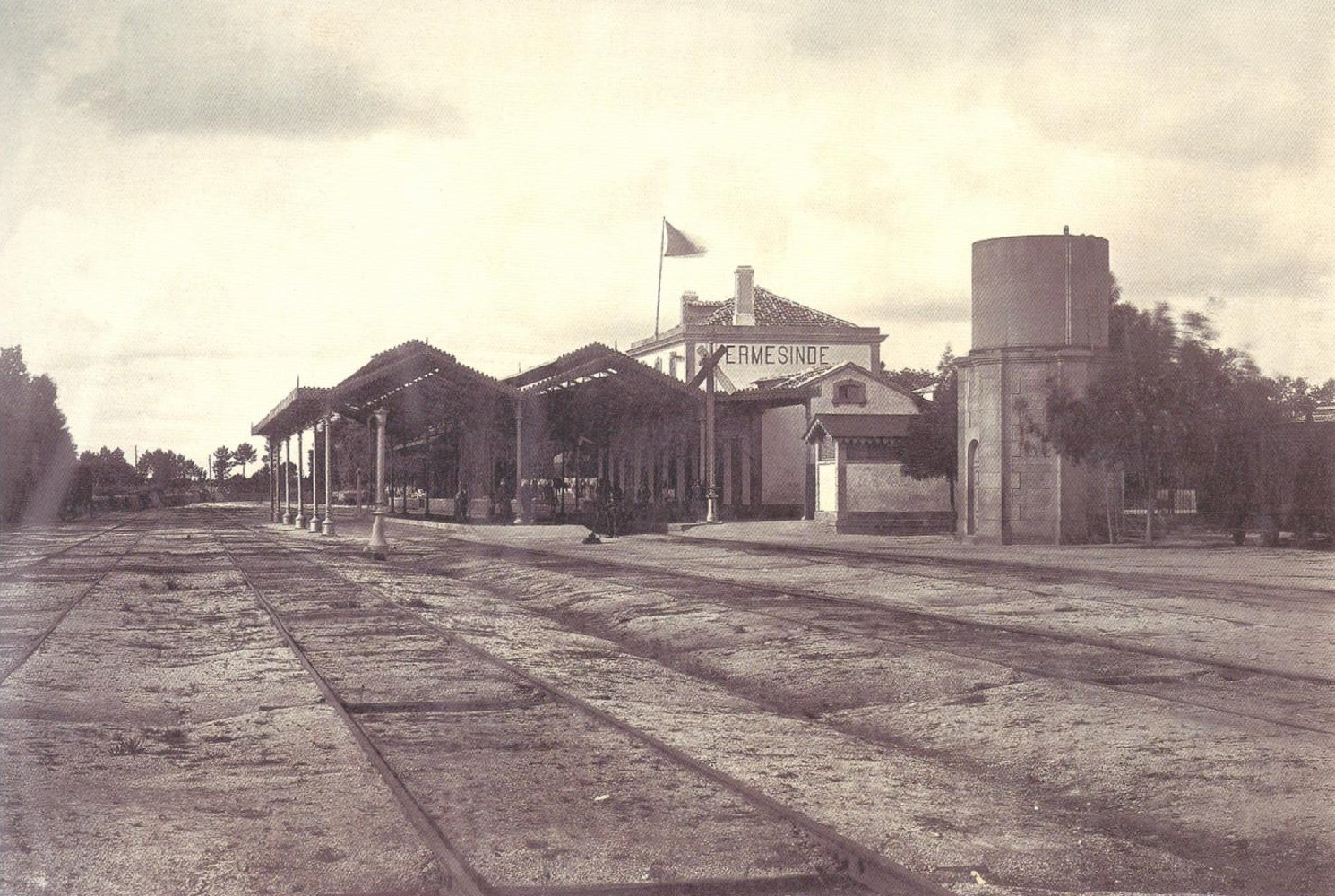
A Antiga Estação de Caminhos de Ferro de Ermesinde

A freguesia de Ermesinde foi criada com a reforma administrativa de 1836, sendo parte desanexada da freguesia e sede do concelho - Alfena e outra com junção de vários lugares sob administração dos conventos de Águas Santas e Rio Tinto.
A construção das vias do caminho de ferro do Douro e do Minho em 1875, escolhendo uma zona praticamente despovoada, para bifurcação das duas linhas deu à estação o nome do núcleo mais importante da povoação que nesse tempo era o lugar de Ermesinde. Esta zona começou então a povoar-se, rapidamente, com o movimento da estação, tendo o nome de Ermesinde, começado a ser cada vez mais conhecido, ultrapassando o de São Lourenço de Asmes, nome verdadeiro da freguesia.
Ermesinde foi elevada à categoria de Vila em 12 de Junho de 1938. Em 27 de Outubro de 1979, criou-se, o Bairro Administrativo de Ermesinde, cuja área de intervenção, foi definida pelo Executivo Camarário. Em 13 de Julho de 1990, a Assembleia da República, por unanimidade, aprovou a passagem de Ermesinde a cidade.
Beneficiando de uma privilegiada localização, esta urbe sofreu nos últimos anos um crescimento e uma evolução notável, em que as intervenções do Programa Polis em muito ajudaram. Foram efectuadas melhorias consideráveis em cerca de 30 hectares de núcleo central da cidade, entre a Igreja Matriz e o antigo Edifício da Repartição de Ermesinde da Câmara Municipal de Valongo, passando pela área adjacente à Estação dos Caminho-de-ferro.
A principal motivação desta intervenção centrou-se numa forte aposta na valorização ambiental, tendo fomentado a criação e beneficiação de espaços públicos e a recuperação e construção de raiz de edifícios vitais para o desenvolvimento da cidade, conduzindo a uma área central mais ampla e convidativa, evitando a degradação verificada em muitos locais da cidade.
Deste modo, perspectivou-se para a cidade e seus habitantes uma melhoria significativa da qualidade de vida.

## Geografia
Implantada na parte noroeste do Concelho de Valongo e a poucos quilómetros da cidade do Porto, Ermesinde confronta a Norte com a freguesia de S. Pedro Fins (Maia), a oeste com a freguesia de Águas Santas (Maia), a este com a freguesia de Valongo, a nordeste com a freguesia de Alfena e a sul com a freguesia de Baguim do Monte (Gondomar).
Atravessada pelo rio Leça, e abrangendo uma área de cerca sete quilómetros quadrados, esta cidade apresenta uma topografia pouco acidentada, com uma altitude média que ronda os noventa metros. O seu ponto mais elevado encontra-se no Lugar da Formiga (com cerca de 140 metros de altitude), ao passo que a cota mais baixa será atingida nos lugares da Cancela e da Travagem.

### Zonas e lugares de Ermesinde
- Alto da Maia
- Bela
- Costa
- Ermida
- Estação (centro)
- Fonte
- Formiga
- Gandra
- Igreja
- Mirante
- Montes da Costa
- Palmilheira
- Passal
- Portocarreiro
- Rapadas
- Sá
- Saibreiras
- Sampaio
- Santa Rita
- Sonhos
- Travagem
- Vila Beatriz
- Vilar (fronteira com Alfena)
- Vilar de Matos

## Demografia
A cidade de Ermesinde mais do que duplicou a população entre a década de 1970 e a década de 1980, havendo um grande crescimento, nem sempre ponderado e organizado, no último quartel do século XX. Assim começaram a surgir novas zonas e bairros como a zona da Gandra, da Travagem, entre outras.
A cidade de Ermesinde tornou-se então e ainda é considerada uma das principais cidades-dormitório da Área Metropolitana do Porto. Num documento do INE de 2014 (Cidades Portuguesas: Um Retrato Estatístico), Ermesinde foi considerada a 5ª cidade do país onde mais população residente ou estudante deslocava-se para outro município para exercer a sua atividade (55,7% da população).
A população registada nos censos foi:
Nota: Nos censos de 1864 a 1900 figura com a designação de Asmes. Por decreto de 6 de dezembro de 1911 passou a ter a atual designação'.
| Ano  | 0-14 Anos | 15-24 Anos | 25-64 Anos | > 65 Anos |
| 2001 | 6426      | 5631       | 22086      | 4172      |
| 2011 | 5758      | 4232       | 22687      | 6121      |
| 2021 | 4884      | 4066       | 21322      | 8804      |

## Desenvolvimento Urbano
Ermesinde tem experimentado um grande crescimento populacional acompanhado da construção de novas e modernas infraestruturas que contribuem para a melhoria da qualidade de vida na cidade. O programa Polis permitiu não só a requalificação do centro de Ermesinde, mas também a criação de uma nova estação ferroviária projectada pelo Grupo3 Arquitectura e de espaços culturais e de lazer, como o Fórum Cultural de Ermesinde, integrado no Parque Urbano Dr. Fernando Melo. A 6 de maio de 2016, foi inaugurada a Loja do Cidadão em Ermesinde, a única no concelho de Valongo.
Na fronteira entre a cidade de Ermesinde e Baguim do Monte encontra-se a Lipor - Serviço intermunicipalizado de gestão de resíduos do Grande Porto, junto à A4. Nas imediações da empresa, encontra-se o Parque Aventura Lipor e o Trilho Ecológico, no lugar onde existia o antigo Aterro Sanitário de Ermesinde/Baguim do Monte. Este parque e centro de atividades lúdicas está construído sobre cerca de 4 milhões de toneladas de resíduos acumulados desde os anos 70, dos municípios vizinhos - o ponto mais alto do parque situa-se a 154 metros de altitude, sendo que a recuperação serviu para transformar e criar um novo espaço verde, recuperando também ecologicamente o rio Tinto, que corre à margem do Parque Aventura. A vista do alto da colina permite observar uma grande parte da cidade do Porto e outros locais da Área Metropolitana do Porto.
Em 2018 a Escola Secundária de Ermesinde (com várias décadas de funcionamento) recebeu obras de renovação, após alguns anos de adiamento em relação ao seu início.
Anualmente, Ermesinde apresenta também a Maior Árvore de Natal de Portugal, com 55 metros de altura, localizada no Parque Urbano, além da mega árvore, também uma Casa do Pai Natal e uma pista de gelo artificial.

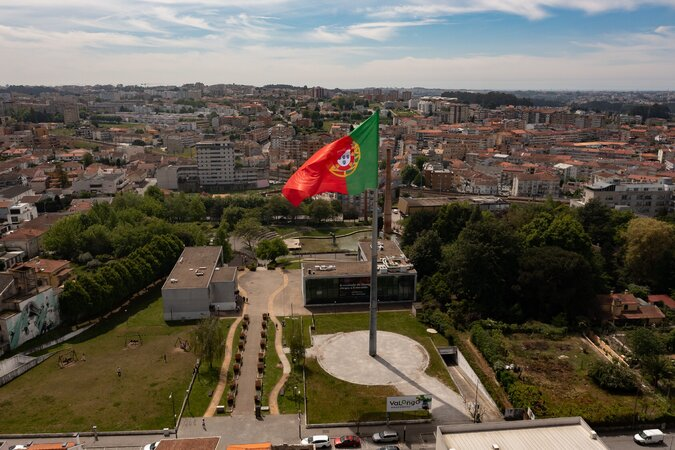
Maior Bandeira Nacional

Fora da época natalícia, a estrutura que serve para o suporte da árvore de natal, é utilizada para hastear a maior bandeira de Portugal em área (384 metros quadrados).
A bandeira foi hasteada pela primeira vez nas celebrações dos 50 Anos do 25 de Abril.

## Infraestruturas

### Saúde
A cidade de Ermesinde dispõe de 2 centros de cuidados de saúde primários: USF Ermesinde (na zona da Gandra) e a USF Emílio Peres (na zona da Bela). Nos arredores da cidade, encontram-se o Pólo de Valongo do Centro Hospitalar Universitário de São João - Hospital Nossa Senhora da Conceição (Valongo), o Centro Hospitalar Universitário de São João (Paranhos) e ainda o Hospital Privado de Alfena do grupo Trofa Saúde (na fronteira entre as freguesias de Ermesinde e Alfena, perto da zona de Vilar).

### Educação
Na freguesia encontram-se 2 agrupamentos de escolas da Rede Escolar do Concelho de Valongo :
Agrupamento de Escolas de Ermesinde, composto por:
- Escola Básica e Secundária de Ermesinde (sede),
- Escola Básica D. António Ferreira Gomes,
- Escola Básica de Bela, Escola Básica de Gandra
- Escola Básica de Sampaio;

e o Agrupamento de Escolas de São Lourenço, composto pela
- Escola Básica de S. Lourenço (sede),
- Escola Básica do Carvalhal,
- Escola Básica da Costa,
- Escola Básica Mirante dos Sonhos,
- Escola Básica dos Montes da Costa e
- Escola Básica das Saibreiras.

Existem ainda escolas profissionais como a escola CENFIM, a Academia APAMM assim como inúmeros centros de explicações e ATLs. Além disso, existem também escolas e colégios privados e/ou de carácter religioso como o Colégio de Ermesinde, Externato Santa Joana, etc. Ermesinde tem também uma Faculdade Sénior.

### Transportes

#### Autocarro
A cidade é servida por várias linhas de autocarro da STCP: 701, 702, 703, 704, 705, 706, e 707. A Maia Transportes tem as linhas 11, 12, e 13, que também servem a cidade, assim como a Maré Matosinhos com as linhas 107 e 121, a Gondomarense com a linha 70, entre outras.

#### Comboio

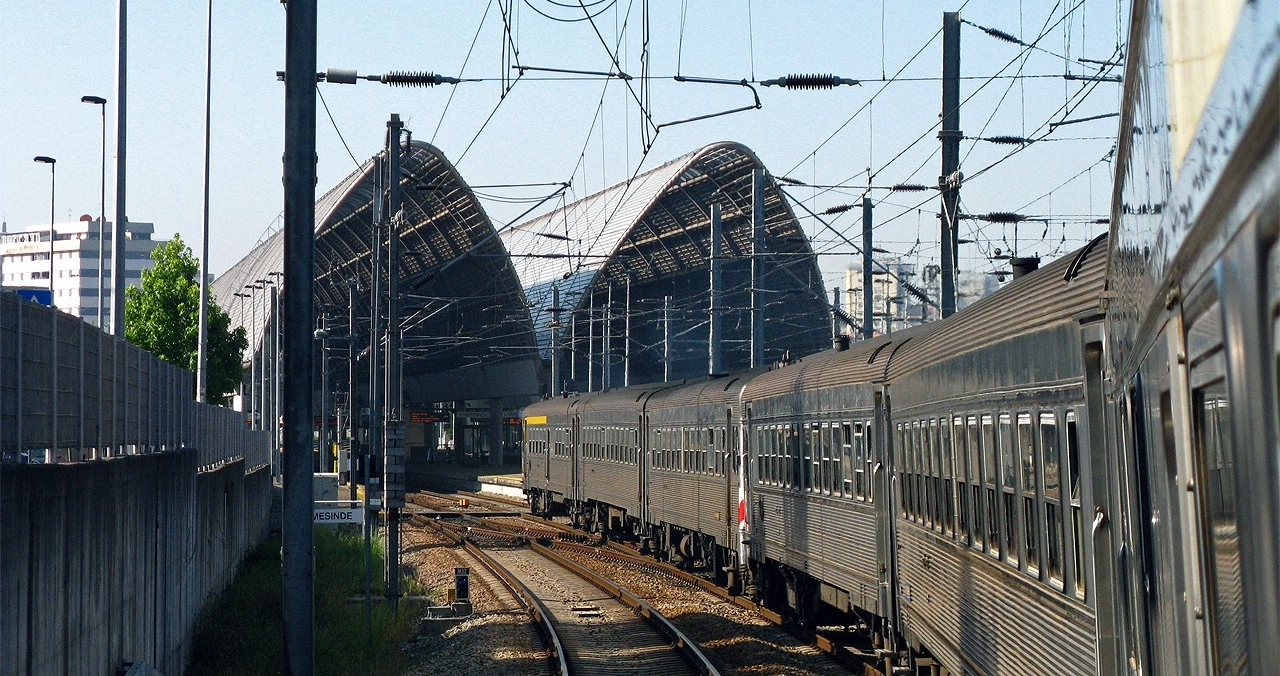
Estação de Comboios de Ermesinde

Com passagem na Estação Ferroviária de Ermesinde, existem comboios urbanos que ligam a cidade com: 
- Porto
- Rio Tinto
- Braga, Famalicão (linha de Braga)
- Guimarães, Santo Tirso, Vila das Aves (linha de Guimarães)
- São Romão, Trofa (linhas de Braga e Guimarães, antes da Estação de Lousado)
- Vila Nova de Gaia, Espinho, Esmoriz, Cortegaça, Ovar, Estarreja, Cacia, Aveiro (linha de Aveiro, mediante transbordo na Estação de Porto - Campanhã)
- Valongo, Campo, Paredes, Penafiel, Caíde, Marco de Canaveses, Pocinho, Régua através da Linha de Caíde/Marco de Canaveses.

Além dos comboios urbanos, a Estação Ferroviária de Ermesinde dispõe de serviço de comboios intercidades e Alfa Pendular com ligação ao resto do país. Existe ainda o comboio Celta, que liga o Porto à cidade espanhola de Vigo, a norte, que passa na Estação de Ermesinde.
Além do transporte de passageiros, também existe um considerável tráfego de mercadorias, notoriamente usando a Linha de Leixões.

#### Conexões rodoviárias

##### Autoestradas
- A4
- A41
- A3 (através dos acessos pela A4 e A41)

##### Estradas nacionais
- EN105 (com início na zona da Areosa, passando pelo Alto da Maia, Gandra, Travagem e depois em direção a Alfena, em sentido Norte). Esta estrada fazia parte do Antigo Anel Externo do Porto, sendo uma circular da cidade mais afastada da circular interna (estrada da Circunvalação, também conhecida como EN12).
- EN107 (com início na zona de Leça da Palmeira, chegando a Ermesinde através de Ardegães e atravessando a cidade em sentido Este até Baguim do Monte)
- EN208 (com início no cruzamento do Alto da Maia, continuando pela Av. Engenheiro Duarte Pacheco em sentido Este; liga Ermesinde a Baguim do Monte).

#### Transporte aéreo
A cidade de Ermesinde dista 10 kms do Aeroporto Francisco Sá Carneiro, no concelho vizinho da Maia, sendo possível o acesso de carro pela A41 e A4 em 10 a 15 minutos. É possível também o acesso por autocarro (linhas da STCP) e comboio/metro (linhas ferroviárias em direção à estação de Campanhã e linha E do metro do Porto).
Este aeroporto apresenta conexões para vários países da Europa, América e África, assim como ligações internas para outros grandes aeroportos portugueses.
Também no concelho da Maia existe o Aeródromo Municipal da Maia, também conhecido como Aérodromo de Vilar de Luz, distando cerca de 8 kms da cidade de Ermesinde, a nordeste (acessível através da EN105-2).

## Património
- Vila Beatriz - antiga propriedade de Amadeu Ferreira de Sousa Vilar, um dos mais proeminentes empresários da cidade no século XX. Hoje convertida em centro sociocultural, incluindo um pólo de leitura da Biblioteca Municipal de Valongo com espaços dedicados a arte e exposições.[31]
- Centro de Monitorização e Interpretação Ambiental - no interior do edifício da Vila Beatriz.[31]
- Palacete do Mesquita - datado do início do século XX, é um dos edifícios mais icónicos da cidade, do outro lado da linha ferroviária, perto da Igreja Matriz de Ermesinde.[32]
- Fórum Cultural de Ermesinde - construído no espaço da antiga unidade fabril da Empresa Industrial de Ermesinde, onde se produziam produtos de cerâmica variados. No seu interior é possível encontrar a Galeria Museológica do Fórum Cultural de Ermesinde.[33]
- Igreja do Sagrado Coração de Jesus (nela se encontra exposto o túmulo-relicário da Beata Maria do Divino Coração).[34]
- Convento das Irmãs do Bom Pastor [34]
- Igreja Matriz de Ermesinde[35]
- Capela de São Silvestre - segundo a crença popular, considerada o monumento mais antigo atualmente existente em Ermesinde.[36]
- Capela do Senhor dos Aflitos[37]
- Igreja de Santa Rita [38]
- Externato Maria Droste[39]
- Externato de Santa Joana[40]
- Colégio de Ermesinde [41]
- Estádio de Sonhos - Estádio de futebol com capacidade para 4500 pessoas, remodelado em 2017.[42]
- Estação de Caminhos de Ferro de Ermesinde [43][44]
- Parque Urbano Dr. Fernando Melo[45]
- Escultura de Agostinho Rocha Orlando Machado(estátua localizada no centro do lago do Parque Urbano Dr. Fernando Melo) [46]
- Pelouro de Ermesinde (também conhecido como Cruzeiro do Centenário) [47]
- Marco comemorativo de Elevação a Vila e Cidade[48]
- Fábrica de Fiação e Tecidos de Ermesinde - também conhecida como Fábrica Têxtil de Sá. As antigas instalações foram quase inteiramente demolidas para a abertura de uma grande superfície comercial do grupo espanhol de hipermercados Mercadona, em 2020. No entanto, foi conservada a fachada da fábrica e uma das chaminés industriais, considerados património histórico da cidade.[49]
- Quinta Smidt ou Quinta do Alemão - uma propriedade histórica de inspiração barroca com mais de 150 anos, pertencente a uma família de origem Alemã.
- Moinho da Travagem - A albufeira associada servia de piscina para fins lúdicos e de competição desportiva, explorada no século XX pelo CPN (Clube de Propaganda e Natação).[50]
- Pontes da Travagem - 3 pontes, sendo a ferroviária datada de 1875 e  ainda integrada na linha do Minho. A ponte rodoviária (Rua Elias Garcia) data também do século XIX, fazendo parte de uma antiga estrada que ligava o Porto a Santo Tirso, tendo sido portajada. Entre as duas pontes encontra-se uma ponte ainda mais antiga, mas atualmente abandonada.[50]
- Torreão da Quinta do Souto - localizado na Travessa da Quinta do Souto, é uma pequena fortificação datada do início do século XX.
- Antigo Quartel de Bombeiros de Ermesinde - na rua José Joaquim Ribeiro Teles, ao lado do Café Gazela.[51]
- Antiga Casa de Vicente Moutinho de Ascensão (atualmente o instituto de línguas Bristol School) [51]
- Monumento aos Combatentes Mortos na Guerra do Ultramar [52]

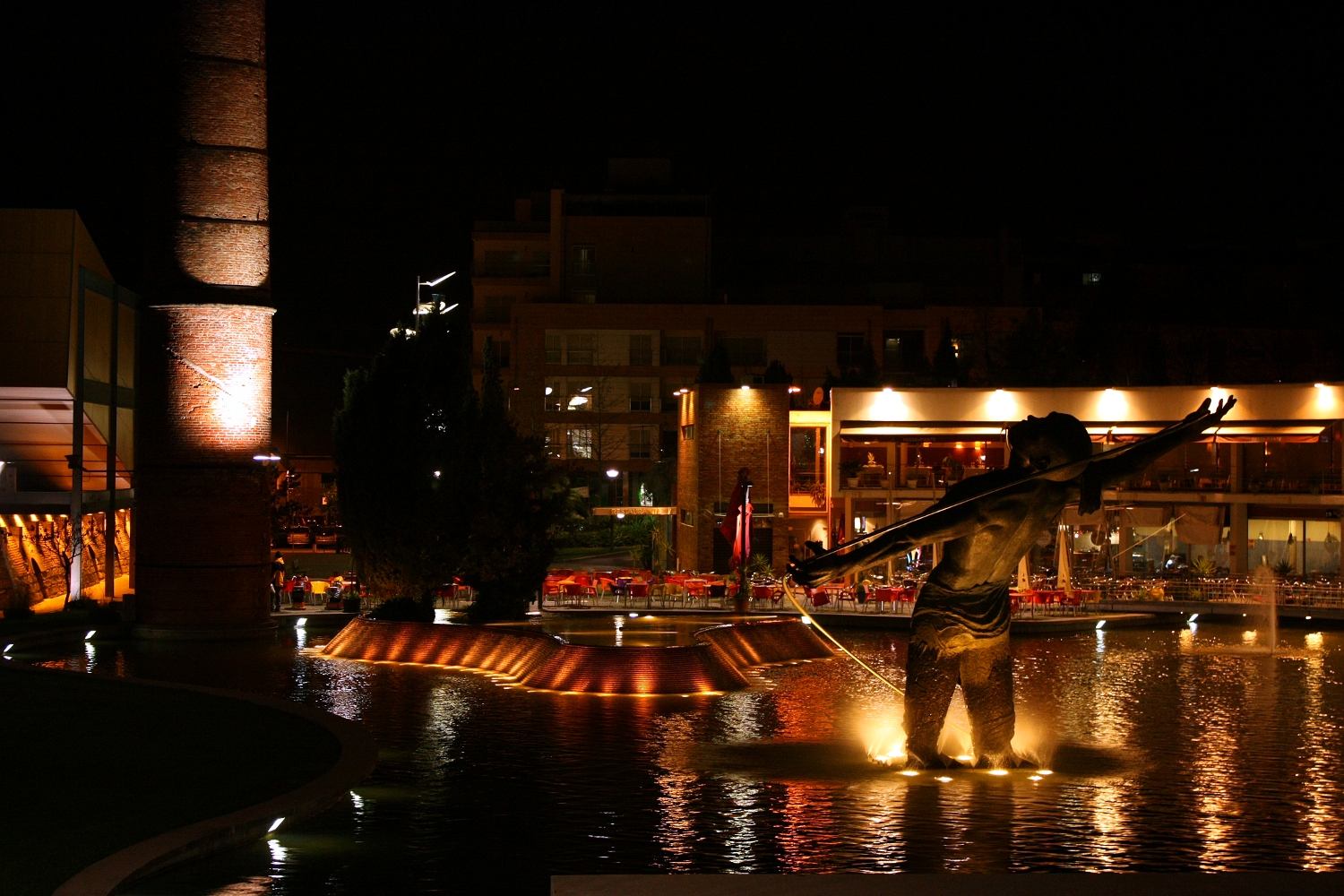
Parque Urbano de Ermesinde à noite

## Cultura
A "rivalidade" com a vizinha Alfena advém da proximidade de ambas as freguesias, assenta numa antiga lenda entre São Vicente (orago de Alfena) e São Lourenço (orago de Ermesinde) e na desanexação (após a reforma administrativa) de uma parte da zona Sul de Alfena para a criação da São Lourenço de Asmes.
Em Ermesinde realiza-se anualmente parte substancial do consagrado festival internacional de magia Magic Valongo.
A companhia de profissional de teatro Cabeças no Ar e Pés na Terra é sediada em Ermesinde.
Há diversos anos que em Ermesinde existe a vontade de se elevar a cidade a sede de concelho devido a ser a cidade mais populosa e desenvolvida do concelho de Valongo. Houve inclusive a criação de um movimento popular com vertente política com este fim, com o nome de Separatistas de Ermesinde, que apelaram em 2003 a Durão Barroso pela mudança desejada. Foi proposta a integração das freguesias de Alfena, São Pedro Fins (Maia), Folgosa (Maia) e Água Longa (Santo Tirso) conjuntamente com Ermesinde, para que fosse formado um novo concelho, estando dessa feita Ermesinde como sede do município. Em 2020, continua a existir o movimento, ativo e vocalizado sobretudo em fóruns online, com algumas intervenções públicas como a colocação de faixas e cartazes em alguns pontos da cidade.

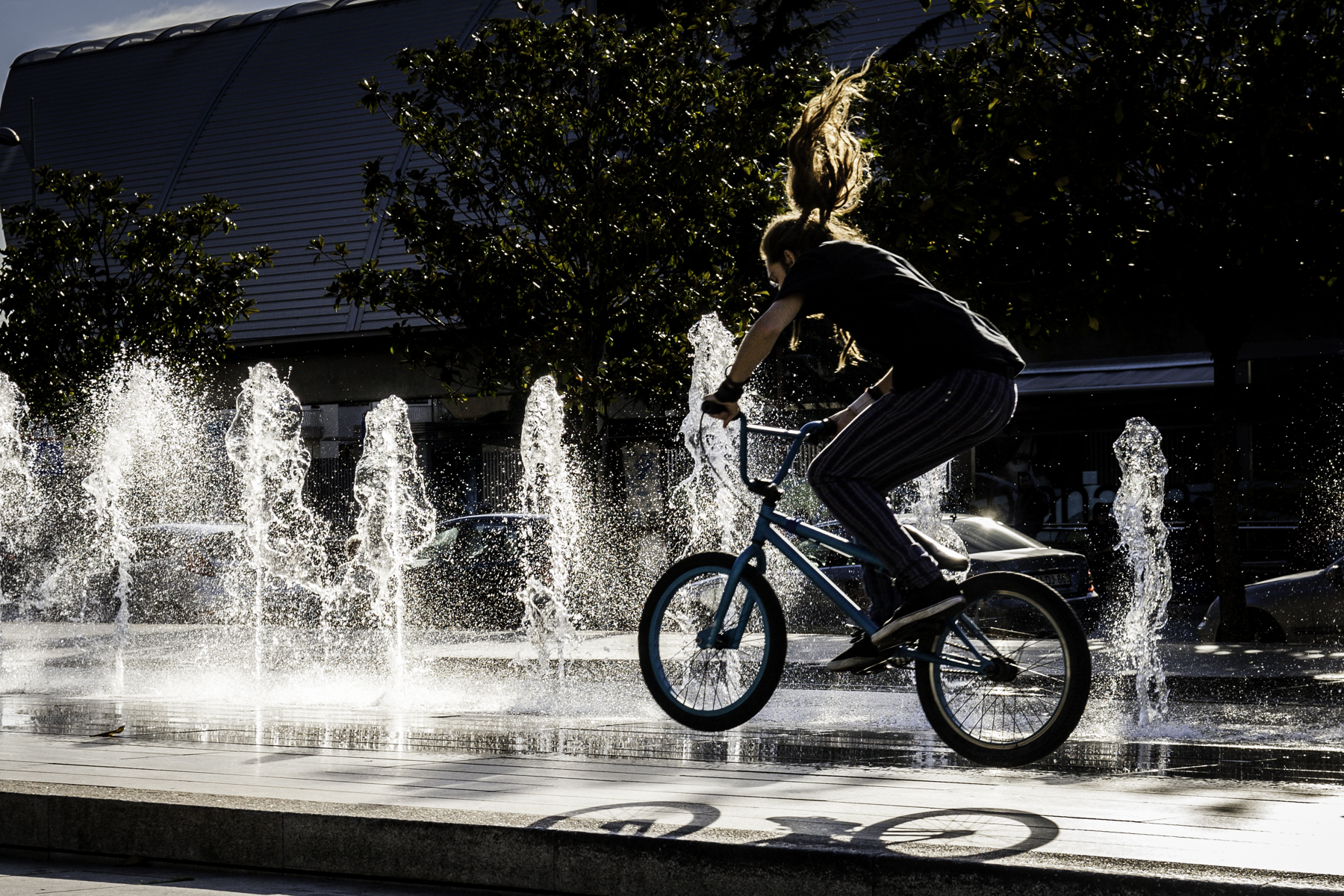
Praça da Estação de Ermesinde

A zona que rodeia a Estação Ferroviária (Rua Rodrigues de Freitas e Rua 5 de Outubro) é um local comum de lazer para muita da população mais velha da cidade, costumando haver grandes grupos de idosos que se juntam para participar em atividades como jogar à sueca, dominó ou para uma simples confraternização ao ar livre.
Em 2006, Ermesinde apareceu no programa dos Gato Fedorento ganhando a denominação de terra das mulheres atraentes ("Terra das gajas boas"). Esta ocasião tornou-se parte da cultura popular da região assim como um pouco por todo o país, servindo de referência de cultura geral para o nome da cidade e para os Ermesindenses.
Em 2018, foi lançada a música Santa Rita Lifestyle dos Conjunto Corona, fazendo várias alusões ao estilo de vida de um grupo de habitantes da cidade, assim como algumas referências de locais de Ermesinde. O título da música faz referência à zona perto do Santuário de Santa Rita, no sudeste da cidade.
O Enterro do João, é uma tradição recentemente recuperada que contém algumas especificidades. A iniciativa decorre em 3 dias. O primeiro dia é conhecido pela chegada da ilustre figura João à Cidade de Ermesinde, criando-se um ambiente animado e divertido. Segue-se um cortejo com a participação do corpo associativo, pelas ruas da cidade. O dia é marcado com a morte do João. No segundo dia, decorre o velório da figura João, momento em que a Esposa e Amante (elementos figurativos) demonstram a sua dor, marcada por choro, gritos e algum conflito encenado e improvisado. O último dia, um dos mais esperados pela comunidade, consta do julgamento e leitura do testamento (peça de teatro), inspirado na sátira cultural. A iniciativa termina com as chamas da queima da figura João em forma de boneco à margem do Rio Leça.

### Festas, feiras, romarias e eventos
- Romaria de Santa Rita - realiza-se por volta do 2º domingo de Junho [55]

- Festas em honra de S. Lourenço - fim-de-semana mais próximo do dia 10 de Agosto [58]

- Expoval - início de Setembro [59]

- Corrida de S. Silvestre - final de Dezembro [59]

- Entrelinhas: Festa do Ferroviário - meados de maio. [60]
- Dia da Cidade | Noite Branca e dos Bombos - Julho
- Carnaval - Enterro do João - Fevereiro

### Desporto
- Ermesinde Sport Club (extinto) - antecessor do novo clube, extinto em 2013. Além do futebol, dispunha de outras modalidades como pugilismo, andebol e snooker. O clube conseguiu atingir a antiga II Divisão B na década de 2000, tendo chegado inclusive a defrontar, ao longo da sua história, algumas grandes equipas portuguesas como o FC Porto na Taça de Portugal. No seu palmarés contavam-se alguns títulos distritais e da antiga 3ª Divisão.[58]
- Ermesinde Sport Clube 1936 - principal dinamizador desportivo da cidade, um clube que é o direto sucessor do extinto ESC, com casa no Estádio dos Sonhos. Tem como objetivo tornar-se um "agente nevrálgico da Cidade, promotor cultural, recreativo, económico e desportivo". As camadas jovens do clube (incluindo do extinto ESC) tiveram nas suas equipas jogadores profissionais que jogaram posteriormente em clubes nacionais e estrangeiros, sendo esta academia de formação bem-reputada.[59]
- Clube de Propaganda da Natação - uma instituição histórica da cidade, que durante muitos anos e atualmente continua a fomentar e incutir o gosto pelo desporto a todos os Ermesindenses. Destacam-se as modalidades de andebol, natação e basquetebol. A equipa feminina de basquetebol encontra-se, em 2020, a disputar o primeiro escalão da modalidade (Liga Feminina de Basquetebol); as camadas jovens da modalidade são consideradas das melhores equipas a nível nacional.[59]
- União Desportiva Cultural e Recreativa da Bela - clube desportivo da zona da Bela, cuja principal modalidade é o futsal, fundado em 1971.[carece de fontes?] As várias camadas disputam campeonatos regulados pela AF Porto.[61] Jogam no Pavilhão Municipal da Bela, que também acolhe jogos de outros clubes do município. [62]